# Materials Science & Engineering R
Materials Science & Engineering (ook Materials Science and Engineering. R, Reports) is een internationaal, aan collegiale toetsing onderworpen wetenschappelijk tijdschrift op het gebied van de materiaalkunde. De naam wordt in literatuurverwijzingen meestal afgekort tot Mater. Sci. Eng. R. Rep.
Het wordt uitgegeven door Elsevier en verschijnt 24 keer per jaar. Het eerste nummer verscheen in 1993.